# Konstantin Konga
Konstantin Konga (ur. 21 maja 1991 w Berlinie jako Konstantin Kasimir Sidney Klein) – niemiecki koszykarz, występujący na pozycjach rozgrywającego, reprezentant kraju, obecnie zawodnik Eisbären Bremerhaven.

## Osiągnięcia
Stan na 13 czerwca 2022, na podstawie, o ile nie zaznaczono inaczej.

### Drużynowe
- Mistrz:
  - FIBA Europe Cup (2016)
  - III Ligi niemieckiej ProB (2012)
- Wicemistrz Niemiec (2020)
- 3. miejsce:
  - podczas mistrzostw Niemiec (2016)
  - w Pucharze Niemiec (2016)
- Uczestnik rozgrywek międzynarodowych:
  - FIBA Europe Cup (2015/2016, 2016/2017 – półfinał)
  - Ligi Mistrzów FIBA (2017–2019 – faza zasadnicza)
  - EuroChallenge (2014/2015 – 4. miejsce)

### Indywidualne
- Uczestnik meczu gwiazd niemieckiej ligi BBL (2016)

### Reprezentacja
Seniorska
- Uczestnik Kontynentalnego Pucharu Mistrzów Stankovicia (2013 – 5. miejsce)

Młodzieżowe
- Wicemistrz uniwersjady (2015)
- Uczestnik:
  - uniwersjady (2013 – 12. miejsce, 2015)
  - mistrzostw Europy:
    - U–20 (2011 – 5. miejsce)
    - U–18 (2009 – 11. miejsce)